# جعفر النميري
جعفر محمد النميري (26 أبريل1930 - 30 مايو 2009)، الرئيس الرابع لجمهورية السودان خلال الفترة من 25 مايو 1969 إلى 6 أبريل1985.

## نشأته وحياته قبل الانقلاب
ينتسب الرئيس جعفر نميري إلى قبيلة الدناقلة وهي من القبائل النوبية في شمال السودان وتحديدا قرية ود نميري التي تقع جنوب دنقلا حاضرة الولاية الشمالية. درس النميري بمدرسة الهجرة بأم درمان والوسطى الابتدائي بمدرسة ود مدني الأميرية ثم مدرسة حنتوب وبعد ذلك تقدم لكلية الخرطوم الجامعية ولكنه آثر الالتحاق بالكلية الحربية السودانية لأسباب مادية  عام 1950م. تخرج في الكلية الحربية بأم درمان عام 1952، وحصل على الماجستير في العلوم العسكرية من فورت ليفنورث بأركنساس الولايات المتحدة الأميركية سنة 1966.
ووالد نميري هو محمد محمد نميري ووالدته آمنة نميري، عمل والده جندياً في «قوة دفاع السودان» لكنه بعد الزواج ترك العمل في الجيش واختار العمل ساعياً في شركة سيارات، وعندما افتتحت الشركة فرعاً لها في واد مدني انتقل إلى الفرع واستقر به المقام هناك مع أسرته التي باتت تتكون من الأب والأم وثلاثة أبناء هم: مصطفى وجعفر وعبد المجيد الذي توفي وهو في الرابعة والعشرين من عمره، وكان جعفر كثير الترديد بعد وصوله إلى السلطة بأنه ابن الساعي للتدليل على انتمائه وانحيازه لعامة الشعب.
وشهدت طفولة نميري حسب (الشرق الأوسط) تفاصيل حياة قاسية وشظف عيش واجهته منذ الصغر. تحدث عن طفولته وشبابه في إحدى المرات قائلا:«أتذكر قساوة الحياة التي عشناها وأتذكر في الوقت نفسه كيف أن مرتب والدي عندما أحيل إلى المعاش لم يتجاوز تسعة جنيهات، وبسبب ضآلة هذا المرتب حرص والدي على أن يعلمنا، عشنا قساوة الحياة، ولكي يؤمن لي والدي فرصة الدراسة الكاملة فإنه طلب من أخي الأكبر أن تتوقف دراسته عند المرحلة المتوسطة ويبدأ العمل». فعمل مصطفى، الأخ الأكبر براتب قدره أربعة جنيهات شهرياً، وأكمل نميري دراسته وتمكن من الالتحاق بالثانوية العليا، مدرسة «حنتوب الثانوية»، ولكن بسبب الظروف المادية الصعبة التي تواجه الأسرة بصورة لا تسمح بتوفير مطالب دراسته، قرر نميري بعد اكمال المرحلة الثانوية الالتحاق بالقوات المسلحة بدلا من دخول الجامعة.
ويقول عن هذا الاختيار «الذي شجعني على ذلك شعوري بأن التحاقي بالكلية الحربية سيؤمن لي دخلاً أساعد به عائلتي، وكان الدخل عبارة عن أربعة جنيهات ونصف الجنيه شهرياً للضابط حديث التخرج، أرسل نصفه إلى والدي ووالدتي مع مبلغ آخر يرسله أخي إليهما».
في عدة مواقع عمل في الجيش السوداني شمالاً وجنوباً. واتهم عام 1955 بتدبير انقلاب عسكري على النظام الديمقراطي القائم في البلاد في ذلك الوقت، غير أنه «تبين للقيادة بعد التحقيق معه أن الأمر ليس أكثر من وشاية، وبعدما تبين لها ذلك حُفظ التحقيق».
أُجرِيَ التحقيق معه مرةً أخرى حول محاولة انقلابية فاشلة قادها ضابط اسمه خالد الكد، غير أن التحقيق لم يتوصل إلى ما يجرِّم النميري في المحاولة الفاشلة.

## انقلاب مايو 1969
في صبيحة يوم 25 مايو 1969م بثت إذاعة أم درمان بياناُ للعقيد أركان حرب جعفر محمد النميري معلناً استيلاء القوات المسلحة السودانية على السلطة في البلاد، وتم تكوين مجلسين هما:
- مجلس قيادة الثورة برئاسته الذي ترقى في اليوم ذاته إلى رتبة لواء (ثم لاحقا إلى رتبة مشير).
- مجلس الوزراء تحت رئاسة بابكر عوض الله رئيس القضاء السابق الذي استقال من منصبه في عام 1964 م، احتجاجاً على قرار حلّ الحزب الشيوعي السوداني.[5]

مثل المجلسان سوياُ السلطة التشريعية والسلطة التنفيذية. شمل مجلس قيادة الثورة تسعة ضباط كلهم تقريباً من رتبة رائد وضمت الحكومة الجديدة (21) وزيراً برئاسة جعفر نميري رئيس مجلس قيادة الثورة ووزير الدفاع. وكانت حكومةَ تكنوقراط فعليةً يحملُ أعضاؤها درجاتٍ علميةً كبيرةً ومؤهلاتٍ عُلْياَ من بينهم:
- الدكتور موريس سدرة أخصائي الطب الباطني الذي أوكلت إليه وزارة الصحة.
- الدكتور محمد عبد الله نور (عميد كلية الزراعة بجامعة الخرطوم آنذاك)، الذي أصبح وزيراً للزراعة والغابات.
- الأستاذ محجوب عثمان (نائب رئيس تحرير جريدة الأيام حينذاك) وزيراً للإرشاد القومي.
- المحامي أمين الطاهر الشبلي وزيراً للعدل.
- المحامي فاروق أبو عيسى (نقيب اتحاد المحامين العرب السابق) وزيراً لشؤون الرئاسة.
- وضمت فيما بعد الدكتور منصور خالد، المفكر السياسي والأستاذ بجامعة كلورادو، وزيراً للشباب.

كما ضمت الحكومة اثنين من المثقفين الجنوبيين هما الدكتور جوزيف قرنق، برلماني ورجل قانون، وعيّن وزيراً للتموين، والقاضي أبيل الير وأصبح وزيراً للإسكان.

## دوره في إنقاذ ياسر عرفات
لعب جعفر النميري دوراً أساسياً في إنقاذ حياة ياسر عرفات  خلال ما عرف بأحداث أيلول الأسود في عام 1970 عندما ترأس وفد القمة العربية وذهب إلى الأردن وكان معه الباهي الأدغم رئيس وزراء تونس آنذاك، والشيخ سعد العبد الله الصباح، وزير الدفاع الكويتي آنذاك بالإضافة إلى الفريق محمد صادق وقد نجح يومها في إخراج ياسر عرفات من الأردن بعد أن تَنَكَّر بزي امرأة ونَقَله بطائرته إلى القاهرة.

## الفترة اليسارية
وضحت منذ البداية توجهات الحكومة الجديدة اليسارية حين ضمت في تشكيلتها عددا كبيرا من الشيوعيين واليساريين البارزين والقوميين العرب. شكل أنصار الحزب الشيوعي قاعدة شعبية لها، فيما تولت المنظمات التابعة له دعم النظام الجديد-الذي عرف لاحقاً بنظام مايو- وحشد التأييد الشعبي له.
ركزت البيانات الأولى للحكام الجدد على فشل التجربة الديمقراطية ذات الأحزاب المتعددة في السودان في حل مشكلات السودان الثلاثة:التنمية والجنوب والدستور الذي شله الصراع الحاد بين دعاة العلمانية والدولة الدينية. وأعلنت حكومة نميرى الحرب على الأحزاب التقليدية وفي مقدمتها حزب الأمة والإتحادي الديمقراطي ووصفتها بالإقطاع.
بدأت الخلافات تطفو على السطح داخل المعسكر اليساري، خاصة بين الشيوعيين والقوميين العرب والناصريين حول الرؤى والتصورات التي يجب أن يأخذ بها النظام في تعاطيه مع مشاكل السودان. ورفع القوميون العرب شعار الدين في وجه الشيوعية مطالبين بالاشتراكية العربية المرتكزة على الإسلام في مواجهة الاشتراكية العلمية.

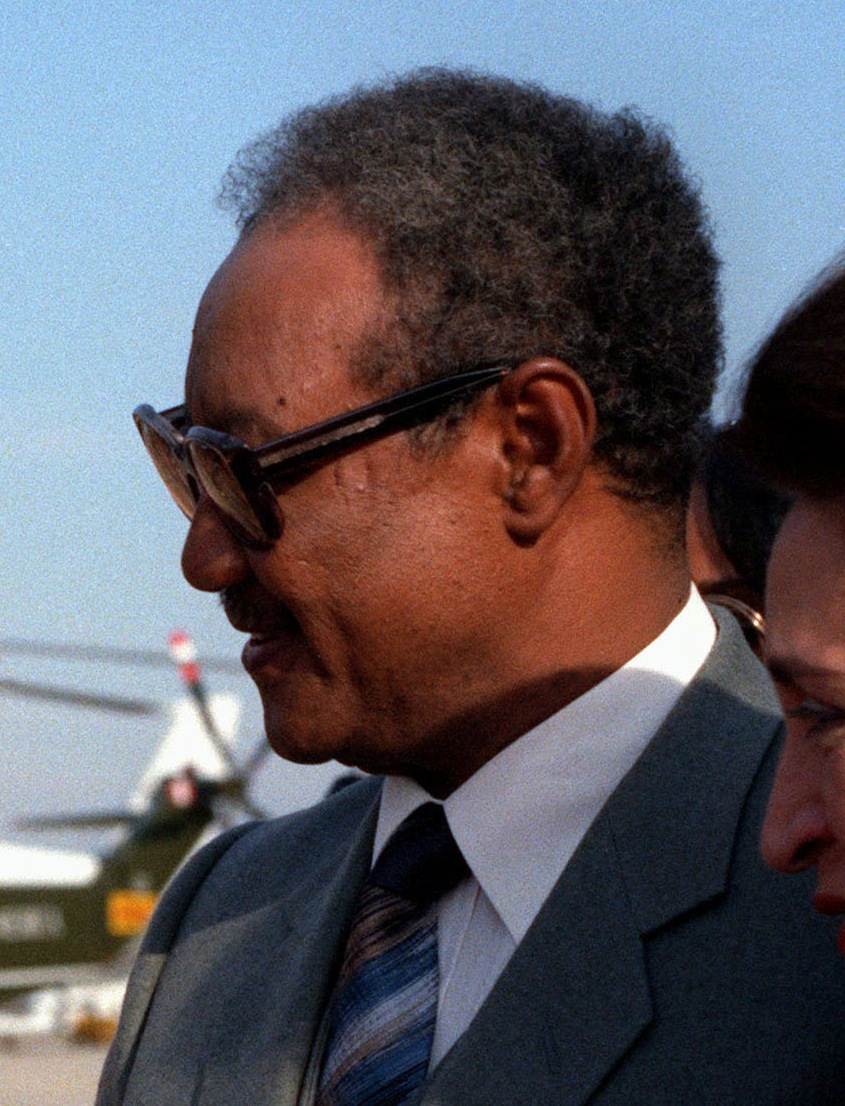
الرئيس جعفر نميري في آخر أيام حكمه 1984

### التنمية
في المجال الاقتصادي تبنت حكومة النميري سياسة تأميم البنوك والشركات التجارية الكبيرة في البلاد وتحويلها إلى القطاع العام. كما قامت لاحقاً بتشييد شبكة من الطرق بين المدن وتعاقدت مع شركة شيفرون الأمريكية للتنقيب عن النفط وهو مشروع لم يكتمل آنذاك لدواعي أمنية تماماً كمشروع حفر قناة في ولاية جونقلي لتحويل مسار بحر الجبل وتفادي منطقة السدود بغية زيادة مياه نهر النيل. كما أحدثت تغييرات شملت قطاعات أخرى كالتعليم والخدمة المدنية وغيرها.

### التضخم
فيما بين 1980 و1985 فقد الجنيه السوداني 80% من قيمته بتأثير عودة الحرب الأهلية والسياسة الاقتصادية ولم يعد سعر صرف الجنيه إلى الاستقرار إلا في نهاية التسعينات.

#### الدستور
وفي سعيه لحل مشكلة نظام الحكم قام جعفر نميري بحل مجلس قيادة الثورة وأجرى استفتاء عام على رئاسة الجمهورية ليصبح النميري أول من حاز على لقب رئيس الجمهورية في السودان. وتم تشكيل لجنة حكومية لدراسة الهيكل الدستوري وكلف الدكتور جعفر محمد علي بخيت بوضع المسودة، على أن يساعده كل من منصور خالد وبدر الدين سليمان. بينما حل الاتحاد الاشتراكي السوداني محل الأحزاب إلى جانب المنظمات والإتحادات الجماهيرية التابعة له، في إطار ما عرف آنذاك بتحالف قوى الشعب العاملة (المقتبسة من نظام الرئيس جمال عبد الناصر في مصر).

#### إسلامية الدولة
أجريت انتخابات لبرلمان أطلق عليه اسم مجلس الشعب، فاز فيها كثير من أعضاء البرلمانات السابقة. وكان من الطبيعي أن تصطدم وجهة نظر واضعي مسودة الدستور بأعضاء المجلس، خاصة فيما يتعلق بعلمانية النظام أو إسلاميته لأن مسألة شكل النظام الجمهوري قد تم حسمها بتنصيب جعفر نميري رئيساً للجمهورية. واحتدم الجدل من جديد بين الفريقين العلماني والديني وكانت أول نقطة أثارها هذا الأخير هو خلو مسودة جعفر محمد بخيت من النص على دين الدولة الرسمي. وقال أحد النواب «إن الدستور قد نص على اللغة والعلم والأوسمة، فكيف يعقل أن يهمل الدين». أما الفريق العلماني وعلى رأسه جعفر محمد بخيت، «صاحب المسودة»، وصف مسألة النص على الدين بأنها «مسألة مظهرية وليست جوهرية ولا دلالة علمية لها، لأن الدولة كائن معنوي لا دين لها، وهي لا تمارس العبادة التي يمارسها الفرد والدولة هي أساس المواطنة لا الدين». وذهب الجنوبيون هذا المذهب ذاته عندما أكدوا على أن السودان دولة علمانية وليست دينية.

### إصلاح التعليم
اعتبرت حكومة نميري: «إن نظام التعليم في السودان لا يلبي احتياجات التنمية الاجتماعية والاقتصادية بشكل كاف» وسار في درب إصلاح التعليم فغير المناهج والسلم التعليمي ونشر المدارس وزاد أعداد الطلاب بصورة واسعة. أنشأت في عهده جامعة الجزيرة وجوبا ووسع معهد الكليات التكنولوجية. لمعلومات إضافية أنظر التعليم في عهد النميري.

## نميري والإسلاميين
أكسبت المشاكل السياسية التي حلت بحكومة جعفر نميري والمحاولات الانقلابية المتعددة النميري خبرة في التعامل مع المشاكل السياسة التي واجهت حكومته. فأتقن ضرب الحركات والأحزاب السياسية ببعضها وتغيير تحالفاته. فبعد أن كان النظام يعتبر في بداياته صنيعة لليسار، تحرر من قبضة اليساريين ليضم إلى معسكره قيادات حزبية تقليدية بارزة، ثم اتجه نحو الإسلاميين الذين منحهم السانحة لتصفية حساباتهم مع اليسار. وفي غضون ذلك ازدهرت الحركة الفكرية الإسلامية في السودان واكتظت الساحة السياسية بالأفكار والأنشطة والجماعات الإسلامية، كل يبشر بأفكاره بدءا بالأخوان المسلمين وجماعة انصار السنة مرورا بالطرق الصوفية المختلفة وانتهاء بالأحزاب التي دخلت الحلبة عن طريق طوائفها الدينية كالختمية والأنصار. وكانت هذه القوى كلها تدعو إلى تطبيق مبادئ إسلامية عامة.
قابل ذلك من الناحية الاقتصادية تدهور خطير في الإنتاج الزراعي والصناعي وتدني فظيع في عائدات الصادرات وعجز كبير في ميزان المدفوعات جعل البلاد تعيش في حالة أزمة اقتصادية حقيقية أدت إلى موجة من الأضرابات العامة هددت بانهيار حكومة نميري.

### أزمة القضاء وقوانين الشريعة
وفي فبراير / شباط 1980 م، استقال عدد من القضاة احتجاجاً على تدخل الحكومة في شؤون القضاء. وفي يونيو/حزيران 1983م، هاجم نميري القضاة ووصفهم «بالتسيب» و«انعدام الأخلاق» وقام بطرد عدد منهم من الخدمة ورد القضاة بتوقف جماعي عن العمل. وباءت محاولات الحكومة لسد الفراغ وملء الوظائف التي أُخليت بالفشل، بما في ذلك محاولة الاستعاضة عنهم بقضاة متقاعدين أو قضاة مصريين، فأعلن نميري ما أسماه «بالثورة القضائية» و«العدالة الناجزة» وتمثل ذلك في إصدار عدد من القوانين الجديدة تم نشر نصوصها للعامة بالصحف المحلية ووصل عددها إلى 13 قانون أبرزها قانون العقوبات الذي اشتمل على العقوبات الحدية، وهكذا ولدت التشريعات الإسلامية التي عرفت بقوانين الشريعة الإسلامية عند مؤيديها، أو بقوانينسبتمبر / أيلول عند معارضيها.

## مشكلة الجنوب
تمثلت أولى خطوات حكومة النميري لتسوية مشكلة جنوب السودان في إعلان التاسع من يونيو / حزيران 1969 م، الذي انطلق من الاعتراف بالتباين والفوارق بين شمال السودان وجنوبه، وحق الجنوبيين في أن يطوروا ثقافتهم وتقاليدهم في نطاق سودان «اشتراكي» موحد مما يشكل نقطة تحول كبرى في سياسات الشمال تجاه جنوب السودان حيث أن ذلك يعني التخلي عن أهم توجه الأحزاب الشمالية في تسوية إشكالية الجنوب عن طريق نشر الثقافة العربية والدين الإسلامي في الأقاليم الجنوبية، لكن ذلك لم يشفع للنظام انتمائه الواضح لليسار في نظر المتمردين الجنوبيين الذين استغلوا هذا التوجه السياسي الجديد للشمال، فأعلنوا انهم يحاربون الشيوعية والتدخل السوفيتي في الجنوب.
بدأت حكومة نميري أولا بالاهتمام بالمسيحية، وجعلت العطلة الأسبوعية في الجنوب يوم الأحد بدلاً عن يوم الجمعة، وسعت إلى تحسين علاقتها مع الكنيسة وبالتالي تحسين علاقات السودان بالغرب ومع البلدان الأفريقية المجاورة وفي مقدمتها إثيوبيا التي كانت تحتضن قادة التمرد الجنوبيين.

### اتفاقية أديس أبابا
وفي ظل هذه التحولات السياسية تم التوقيع على إتفاقية أديس أبابا في 3 مارس 1972 م، بين حكومة السودان والمتمردين الجنوبيين تحت وساطة إثيوبية ومجلس الكنائس العالمي ومجلس عموم أفريقيا الكنسي، 
وتمخضت الاتفاقية عن وقف لإطلاق النار واقرار لحكم ذاتي إقليمي تضمن إنشاء جمعية تشريعية ومجلس تنفيذي عال، ومؤسسات حكم إقليمي في جنوب السودان واستيعاب ستة آلاف فرد من قوات حركة الأنيانيا في القوات المسلحة السودانية. والبقية في مؤسسات الدولة المختلفة. كماعترفت الاتفاقية باللغة العربية كلغة رسمية للبلاد واللغة الإنجليزية كلغة عمل رئيسية في جنوب السودان وكفلت حرية العقيدة وحرية إقامة المؤسسات الدينية في حدود المصلحة المشتركة وفي إطار القوانين المحلية.
وجدت الاتفاقية معارضة من قبل بعض القوى السياسية أبرزها الاتحاد العام لجبال النوبة الذي وصفها وعلى لسان زعيمه الأب فيليب عباس غبوش بأنها تمثل خيانة لقضية السودانيين الأفارقة. كما انتقدها دعاة الانفصال من الجنوبيين لأنها لا تلبي مطامحهم وانتقدها أيضا القوميون العرب من السودانيين. وأشار نقادها إلى وجود ثغرات بها مثل حق الفيتو الذي يتمتع به رئيس الجمهورية ضد أي مشروع قرار صادر عن حكومة جنوب السودان يرى بأنه يتعارض مع نصوص الدستور الوطني. وواقع الحال أن الغرض من وضع هذا النص هو لكي يكون صمام أمان لوحدة البلاد.
ما أن تم وضع الاتفاقية موضع التنفيذ حتى دب الخلاف والصراع في جنوب السودان وأخذت الجمعية التشريعية الإقليمية صورة البرلمان الوطني نفسها من مشاهد لمنافسات حادة ذات ابعاد شخصية وخلافات عميقة ذات نعرة قبلية إلى جانب العجز في الكوادر الإدارية والنقص فيالموارد البشرية والمادية وسوء الإدارة وانعدام الرقابة مما أدى إلى فشل كافة المشاريع التنموية في جنوب السودان وبحلول السبعينيات في القرن الماضي ساءت العلاقة بين أبيل الير رئيس المجلس التنفيذي الذي عينه الرئيس نميري دون توصية من المجلس التشريعي الإقليمي وزعيم المتمردين السابق جوزيف لاقو.
أدت اتفاقية أديس أبابا إلى فتح الباب على مصراعيه أمام البعثات التبشيرية المسيحية الغربية ومنظمات الدعوة الإسلامية من الدول العربية والإسلامية في تنافس حاد إلى جانب تفشي الانقسامات القبلية بين السياسيين الجنوبيين وبإعلان تطبيق قوانين الشريعة الإسلامية ازداد التذمر وسط الجنوبيين بما في ذلك الكنيسة التي جاهرت بمعارضتها،  ولم تفلح محاولات الحكومة لتهدئتهم من خلال تنظيم جولات للحوار معهم سعياً إلى إقناعهم بأن الشريعة الإسلامية لا تمس حقوقهم.

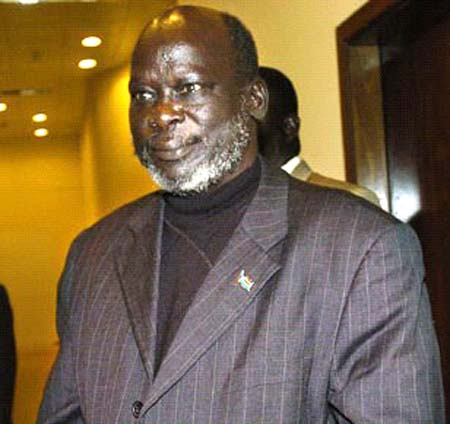
جون قرنق دي مابيور.

### الحرب الأهلية الثانية
وبحلول عام 1983 م، بلغ الاحتقان ذروته وتفجر الوضع في الجنوب عندما رفضت فرقة عسكرية في مدينة أكوبو بشرق أعالي النيل بالجنوب الأوامر الصادرة إليها بالانتقال إلى الشمال واغتالت الضباط الشماليين وفرت بعتادها إلى الغابة مطلقة على نفسها اسم حركة «انيانيا ـ 2»، وهكذا بدأ التمرد الثاني.
وأرسلت الحكومة ضابطاُ جنوبياً برتية عقيد هو جون قرنق دي مابيور لتثنية الفرقة المتمردة عن تمردها وحثّها على إلقاء السلاح، إلا أن العقيد جون قرنق انضم إلى المتمردين في الغابة بدلاً عن تهدئتهم وإقناعهم بالعدول عن التمرد، منشئاً الجيش الشعبي لتحرير السودان وجناحها المدني الحركة الشعبية لتحرير السودان. وبدأ العد التنازلي لحكم جعفر نميري، والسودان بدون دستور دائم أو نظام للحكم متفق عليه مع حرب مستعرة في جنوبه وحالة من الارتباك السياسي والضبابية لم يعهدها من قبل.

## الانقلابات عليه

### انقلاب هاشم العطا
وفي 16نوفمبر 1970م أصدر نميري قرارا بفصل هاشم العطا، وبابكر النور وفاروق حمدالله من مجلس قيادة الثورة بعد أن أطلق عليهم «الثلاثة المعوقين» واتهمهم صراحة بأنهم يقومون بتسريب مداولات المجلس إلى سكرتير الحزب الشيوعي عبد الخالق محجوب، وشكل فصل الرجال الثلاثة مقدمة لحركة يوليو التصحيحية التي اشتهرت ب«انقلاب هاشم العطا» في 19 يوليو 1971م وكان الانقلاب بمثابة الصدمة لنميري وأركان حكمه لمخالفته كل أدبيات الانقلابات الكلاسيكية حيث تحركت الدبابات للاستيلاء على السلطة عند الثانية ظهرا وليس فجرا كعادة الانقلابات الأخرى، وقتها كان نميري ينوي زيارة الحصاحيصا ضمن جولة تشمل سنار التقاطع وكوستي والجزيرة أبا، وأيضا تصادف وصول عضو مجلس الثورة الرائد زين العابدين محمد احمد عبد القادر برفقة وزير الخارجية فاروق ابوعيسى من القاهرة بعد مشاركتهما في محادثات دول «ميثاق طرابلس» في الليلة السابقة للانقلاب والذي كان دمويا بكل ماتحمله الكلمة، حيث قتل (19) ضابطا وضابط صف عزل من السلاح في حادثة «بيت الضيافة» قبل أن يعود نميري ورفاقه في 22 يوليو ويقوم بإعطاء أوامره بإعدام جميع أعضاء مجلس قيادة الثورة رميا بالرصاص كبابكر النور والعطا وحمدالله والحردلو وآخرين وطال حكم الإعدام شنقا سكرتير الحزب الشيوعي عبد الخالق محجوب وسكرتير عام نقابات عمال السودان الشفيع احمد الشيخ ووزير شؤون الجنوب جوزيف قرنق، بجانب اعتقال مئات الشيوعيين والحكم عليهم بالسجن لفترات متفاوتة بكل أنحاء السودان وكانت محصلة ضحايا الأحداث التي أطلق عليها النظام المايوي «المحنة السوداء» (38) قتيلا وجريحا حسب الاحصائيات الرسمية.

### دخول الجزيرة أبا
ثم دخل نميري أيضاً في مواجهة مع زعيم الأنصار في ذلك الوقت الامام الهادي من معقله في الجزيرة أبا جنوب الخرطوم، وانتهت هي الأخرى بمجزرة ضد الأنصار، طالت المئات بمن فيهم الإمام الهادي الذي لاحقه جنود نميري وقتلوه على الحدود مع أثيوبيا شرقاً. وبذلك وضعت أحداث الجزيرة حجر أساس متينا لخصومة طويلة بين الأنصار ونميري.

### انقلاب حسن حسين
قضى نميري بسهولة على الانقلاب الثاني بقيادة الضابط حسن حسين في سبتمبر عام 1975، ويقول حوله «إنها محاولة محدودة ومعزولة والدليل على ذلك أن الذين اشتركوا فيها كانوا عبارة عن أعداد قليلة من الجنود وصغار الجنود يجمعهم انتماؤهم العنصري إلى منطقة واحدة».

### هجوم المرتزقة
وفي عام 1976 خططت المعارضة السودانية من الخارج وتضم: الحزب الشيوعي وحزب الامة والحزب الاتحادي الديمقراطي والإخوان المسلمين بالتعاون مع السلطات الليبية لانقلاب عسكري ضد نميري عن طريق غزو الخرطوم بقوات سودانية تدربت في ليبيا بقيادة العقيد محمد نور سعد وكاد يستولي على السلطة، ولكنه أُحبِط، وقتل نميري المشاركين في الانقلاب بمن فيهم قائده، وأطلق على المحاولة هجوم المرتزقة في أدب النظام وغزوة يوليو المباركة في أدب الانقلابيين.

## تهجير الفلاشا
ساهم جعفر النميري في إتمام أول عملية تهجير للآلاف من الفلاشا أطلق عليها اسم “عملية موسى” وذلك في العام 1984. وتواصلت فيما بعد عمليات تهجير الفلاشا من إثيوبيا إلى إسرائيل حيث هاجر أكثر من 20 ألفا من الفلاشا في العام 1985 في عملية أطلق عليها اسم ” عملية سبأ ” وذلك بفضل جورج بوش الأب نائب الرئيس الأمريكي وقتئذ، والذي زار الخرطوم من أجل طمأنة النميري وتأكيد الضمان الأمريكي لنجاح العملية ووافق النميري بشرط عدم توجه الطائرات الأمريكية التي ستنقل المهاجرين إلى تل أبيب مباشرة بل عبر مدينة أخرى. وعبر مطار مهجور” العزازا ” بشرق السودان بالقرب من مراكز تجمع الفلاشا، تمكنت المخابرات الأمريكية وعملاؤها من تنفيذ العملية، ونقلتهم الطائرات العسكرية الأمريكية مباشرة إلى مطار عسكري إسرائيلي في منطقة النقب.

## إعدام محمود محمد طه
أصدر الجمهوريون سنة 1983 كتابا عن الهوس الديني على أثره أعتقل محمود محمد طه ومعه ما يقرب الخمسين من الجمهوريين لمدة ثمانية عشر شهرا. في نفس هذا العام صدرت قوانين الشريعة الأسلامية والمسماة «بقوانين سبتمبر 1983» فعارضها محمود محمد طه والجمهوريون وفي 25 ديسمبر 1984 أصدر الجمهوريون منشورهم الشهير «هذا أو الطوفان» في مقاومة قوانين سبتمبر. أعتقل الجمهوريون وهم يوزعون المنشور واعتقل محمود محمد طه ومعه أربعة من تلاميذه وقدموا للمحاكمة يوم 7 يناير 1985 وكان محمود محمد طه قد أعلن عدم تعاونه مع تلك المحكمة الصورية في كلمة مشهورة فصدر الحكم بالإعدام ضده وضد الجمهوريين الأربعة بتهمة إثارة الكراهية ضد الدولة..حولت محكمة أخرى التهمة إلى تهمة ردة.. وأيّد الرئيس جعفر نميرى الحكم ونفذ في صباح الجمعة 18 يناير 1985.

## الانتفاضة
سافر نميري في رحلة علاج إلى واشنطن في الأسبوع الأخير من مارس عام 1985، فبلغت مسببات الغضب على نظامه درجاتها العليا. وخرج الناس إلى الشارع تقودهم النقابات والاتحادات والأحزاب بصورة أعيت حيل أعتى نظام أمني بناه نميري في سنوات حكمه، فأعلن وزير دفاع النظام آنذاك، الفريق عبد الرحمن سوار الذهب، انحياز القوات المسلحة للشعب، حين كان نميري في الجو عائداً إلى الخرطوم ليحبط الانتفاضة الشعبية، ولكن معاونيه نصحوه بتغيير وجهته إلى القاهرة.

## المنفى والعودة
لجأ سياسياً إلى مصر عام 1985 إلى عام 2000 حيث عاد إلى السودان وأعلن عن تشكيل حزب سياسي جديد يحمل اسم تحالف قوى الشعب العاملة .

## مزاعم تورط النميري في تسميم عبد الناصر
اتّهم عاطف أبو بكر  القيادي الفلسطيني وعضو الدائرة السياسية لحركة فتح المجلس الثوري الرئيس السوداني جعفر النميري وصبري البنا الشهير بـأبي نضال بدور ما «مشبوه» بتسميم الرئيس جمال عبد الناصر وذلك خلال زيارته إلى السودان في 2 يناير 1970 لافتتاح معرض «غنائم من الجيش الإسرائيلي» كان قد أقامه صبري البنا أبو نضال، عندما كان ممثلاً لحركة فتح في الخرطوم متسائلًا: «هل تم تسميم عبد الناصر في المعرض عبر إهداءه مسدسًا مسمومًا، وهل للرئيس النميري دور في ذلك؟». ولم يسبق لأي طرف أن اتّهم النميري أو صبري البنّا بهذا الأمر طيلة عقود.

## وفاته
توفي يوم السبت الموافق 30 مايو 2009 بعد صراع طويل مع المرض.
| المناصب السياسية     | المناصب السياسية            | المناصب السياسية           |
| -------------------- | --------------------------- | -------------------------- |
| سبقه إسماعيل الأزهري | رؤساء السودان 1969 - 1985 م | تبعه عبد الرحمن سوار الذهب |

## روابط خارجية
- جعفر النميري على موقع الموسوعة البريطانية (الإنجليزية)
- جعفر النميري على موقع مونزينجر (الألمانية)